# Tour d'Espagne 1998
Le Tour d'Espagne 1998 est la 53e édition du Tour d'Espagne cycliste. Le grand départ a lieu le 5 septembre 1998 à Cordoue dans la région d'Andalousie et l'arrivée est jugée le 27 septembre à Madrid.
Ce Tour d'Espagne est remporté par le coureur Espagnol Abraham Olano, de l'équipe Banesto. Il devance au classement général ses compatriotes Fernando Escartín (Kelme-Costa Blanca) et son coéquipier José María Jiménez. Il remporte à cette occasion son premier Grand Tour. L'Italien Fabrizio Guidi (Polti) s'impose au classement par points. L'Espagnol José María Jiménez (Banesto) s'impose au Grand Prix de la montagne pour la deuxième fois consécutive après 1997. L'Italien Giancarlo Raimondi (Brescialat-Liquigas) s'impose quant à lui au niveau du classement des sprints. Avec notamment quatre membres de son équipe dans les 13 premiers du classement général dont deux sur le podium, l'équipe espagnole Banesto s'impose au classement par équipes.
Quatrième du classement général, Lance Armstrong s'est vu retirer après sa retraite sportive le bénéfice des résultats obtenus à partir du mois d'août 1998, en raison de plusieurs infractions à la réglementation antidopage, révélées par l'Agence américaine antidopage (USADA). Son classement est donc annulé.

## Participation

### Equipes
| Équipes professionnelles (6)- Avianca-Telecom - Cofidis-Le Crédit par Téléphone - Euskaltel-Euskadi - Post Swiss Team - Rabobank - US Postal Service Groupes sportifs I (14)- Banesto - Cantina Tollo-Alexia Alluminio - Casino - Crédit agricole - Kelme-Costa Blanca - Lotto-Mobistar - Mapei-Bricobi - ONCE - Polti - Saeco-Cannondale - Deutsche Telekom - TVM-Farm Frites - Vitalicio Seguros - Festina-Lotus Groupes sportifs II (2)- Brescialat-Liquigas - Estepona en Marcha-Cafés Toscaf |
| |

## Étapes
| Étape     | Date     | Villes étapes                            | type          | Distance (km) | Vainqueur d'étape  | Leader du classement général |
| --------- | -------- | ---------------------------------------- | ------------- | ------------- | ------------------ | ---------------------------- |
| 1re étape | 5 sept.  | Cordoue – Cordoue                        |               | 162           | Markus Zberg       | Markus Zberg                 |
| 2e étape  | 6 sept.  | Cordoue – Cadix                          |               | 235           | Jeroen Blijlevens  | Markus Zberg                 |
| 3e étape  | 7 sept.  | Cadix – Estepona                         |               | 193           | Jaan Kirsipuu      | Laurent Jalabert             |
| 4e étape  | 8 sept.  | Malaga – Grenade                         |               | 174           | Fabrizio Guidi     | Fabrizio Guidi               |
| 5e étape  | 9 sept.  | Olula del Río – Murcie                   |               | 166           | Jeroen Blijlevens  | Fabrizio Guidi               |
| 6e étape  | 10 sept. | Murcie – Xorret de Catí                  |               | 202           | José María Jiménez | José María Jiménez           |
| 7e étape  | 11 sept. | Alicante – Valence                       |               | 186           | Giovanni Lombardi  | José María Jiménez           |
| 8e étape  | 12 sept. | Palma – Palma                            |               | 182           | Fabrizio Guidi     | José María Jiménez           |
| 9e étape  | 13 sept. | Alcúdia – Alcúdia                        |               | 40            | Abraham Olano      | Abraham Olano                |
|           | 14 sept. | Jour de repos                            | Jour de repos |               |                    |                              |
| 10e étape | 15 sept. | Vic – Pal-Arinsal                        |               | 200           | José María Jiménez | Abraham Olano                |
| 11e étape | 16 sept. | la Principauté d’Andorre – Aramón Cerler |               | 186           | José María Jiménez | Abraham Olano                |
| 12e étape | 17 sept. | Benasque – Canfranc                      |               | 166           | Gianni Bugno       | Abraham Olano                |
| 13e étape | 18 sept. | Sabiñánigo – Sabiñánigo                  |               | 208,5         | Andrei Zintchenko  | Abraham Olano                |
| 14e étape | 19 sept. | Biescas – Saragosse                      |               | 145,5         | Marcel Wüst        | Abraham Olano                |
| 15e étape | 20 sept. | Saragosse – Soria                        |               | 178,8         | Andrei Zintchenko  | Abraham Olano                |
| 16e étape | 21 sept. | Soria – Lagunas de Neila                 |               | 143,7         | José María Jiménez | Abraham Olano                |
| 17e étape | 22 sept. | Burgos – León                            |               | 188,5         | Marcel Wüst        | Abraham Olano                |
| 18e étape | 23 sept. | León – Salamanque                        |               | 223           | Fabrizio Guidi     | Abraham Olano                |
| 19e étape | 24 sept. | Ávila – Ségovie                          |               | 170,4         | Roberto Heras      | Abraham Olano                |
| 20e étape | 24 sept. | Ségovie – Navacerrada                    |               | 209           | Andrei Zintchenko  | José María Jiménez           |
| 21e étape | 26 sept. | Fuenlabrada – Fuenlabrada                |               | 39            | Alex Zülle         | Abraham Olano                |
| 22e étape | 27 sept. | Madrid – Madrid                          |               | 163           | Markus Zberg       | Abraham Olano                |

## Classements

### Classement général
| \| Classement général \| Classement général \| Classement général \| Classement général \| Classement général \| \| Coureur \| Coureur \| Pays \| Équipe \| Temps \| \| ------------------ \| --------------------------- \| ------------------ \| ------------------------------- \| ------------------ \| \| 1er \| Abraham Olano \| Espagne \| Banesto \| 93 h 44 min 08 s \| \| 2e \| Fernando Escartín \| Espagne \| Kelme-Costa Blanca \| + 1 min 23 s \| \| 3e \| José María Jiménez \| Espagne \| Banesto \| + 2 min 12 s \| \| 4e \| Lance Armstrong \| États-Unis \| US Postal Service \| DQ \| \| 5e \| Laurent Jalabert \| France \| ONCE \| + 2 min 37 s \| \| 6e \| Roberto Heras \| Espagne \| Kelme-Costa Blanca \| + 2 min 58 s \| \| 7e \| Álvaro González de Galdeano \| Espagne \| Euskaltel-Euskadi \| + 5 min 51 s \| \| 8e \| Alex Zülle \| Suisse \| Festina-Lotus \| + 6 min 05 s \| \| 9e \| Marco Serpellini \| Italie \| Brescialat-Liquigas \| + 8 min 58 s \| \| 10e \| Marcos Serrano \| Espagne \| Kelme-Costa Blanca \| + 10 min 17 s \| \| 11e \| Richard Virenque \| France \| Festina-Lotus \| + 13 min 33 s \| \| 12e \| Jon Odriozola \| Espagne \| Banesto \| + 14 min 05 s \| \| 13e \| Manuel Beltrán \| Espagne \| Banesto \| + 16 min 42 s \| \| 14e \| Andrei Zintchenko \| Russie \| Vitalicio Seguros \| + 19 min 14 s \| \| 15e \| José Castelblanco \| Colombie \| Avianca-Telecom \| + 21 min 28 s \| \| 16e \| Oscar Camenzind \| Suisse \| Mapei-Bricobi \| + 22 min 25 s \| \| 17e \| David Plaza \| Espagne \| Cofidis-Le Crédit par Téléphone \| + 26 min 00 s \| \| 18e \| Fabrice Gougot \| France \| Casino \| + 30 min 05 s \| \| 19e \| Gilberto Simoni \| Italie \| Cantina Tollo-Alexia Alluminio \| + 30 min 32 s \| \| 20e \| Félix García Casas \| Espagne \| Festina-Lotus \| + 31 min 58 s \| \| 21e \| Mirko Gualdi \| Italie \| Polti \| + 36 min 01 s \| \| 22e \| Aitor Osa \| Espagne \| Banesto \| + 36 min 39 s \| \| 23e \| Iñaki Aiarzaguena \| Espagne \| Euskaltel-Euskadi \| + 40 min 55 s \| \| 24e \| Ángel Castresana \| Espagne \| Euskaltel-Euskadi \| + 44 min 28 s \| \| 25e \| Claus Michael Møller \| Danemark \| TVM-Farm Frites \| + 45 min 06 s \| |                             |            |                                 |                  |
| |                             |            |                                 |                  |
| Source : ProCyclingStats |                             |            |                                 |                  |
| Classement général |                             |            |                                 |                  |
| Coureur | Coureur                     | Pays       | Équipe                          | Temps            |
| 1er | Abraham Olano               | Espagne    | Banesto                         | 93 h 44 min 08 s |
| 2e | Fernando Escartín           | Espagne    | Kelme-Costa Blanca              | + 1 min 23 s     |
| 3e | José María Jiménez          | Espagne    | Banesto                         | + 2 min 12 s     |
| 4e | Lance Armstrong             | États-Unis | US Postal Service               | DQ               |
| 5e | Laurent Jalabert            | France     | ONCE                            | + 2 min 37 s     |
| 6e | Roberto Heras               | Espagne    | Kelme-Costa Blanca              | + 2 min 58 s     |
| 7e | Álvaro González de Galdeano | Espagne    | Euskaltel-Euskadi               | + 5 min 51 s     |
| 8e | Alex Zülle                  | Suisse     | Festina-Lotus                   | + 6 min 05 s     |
| 9e | Marco Serpellini            | Italie     | Brescialat-Liquigas             | + 8 min 58 s     |
| 10e | Marcos Serrano              | Espagne    | Kelme-Costa Blanca              | + 10 min 17 s    |
| 11e | Richard Virenque            | France     | Festina-Lotus                   | + 13 min 33 s    |
| 12e | Jon Odriozola               | Espagne    | Banesto                         | + 14 min 05 s    |
| 13e | Manuel Beltrán              | Espagne    | Banesto                         | + 16 min 42 s    |
| 14e | Andrei Zintchenko           | Russie     | Vitalicio Seguros               | + 19 min 14 s    |
| 15e | José Castelblanco           | Colombie   | Avianca-Telecom                 | + 21 min 28 s    |
| 16e | Oscar Camenzind             | Suisse     | Mapei-Bricobi                   | + 22 min 25 s    |
| 17e | David Plaza                 | Espagne    | Cofidis-Le Crédit par Téléphone | + 26 min 00 s    |
| 18e | Fabrice Gougot              | France     | Casino                          | + 30 min 05 s    |
| 19e | Gilberto Simoni             | Italie     | Cantina Tollo-Alexia Alluminio  | + 30 min 32 s    |
| 20e | Félix García Casas          | Espagne    | Festina-Lotus                   | + 31 min 58 s    |
| 21e | Mirko Gualdi                | Italie     | Polti                           | + 36 min 01 s    |
| 22e | Aitor Osa                   | Espagne    | Banesto                         | + 36 min 39 s    |
| 23e | Iñaki Aiarzaguena           | Espagne    | Euskaltel-Euskadi               | + 40 min 55 s    |
| 24e | Ángel Castresana            | Espagne    | Euskaltel-Euskadi               | + 44 min 28 s    |
| 25e | Claus Michael Møller        | Danemark   | TVM-Farm Frites                 | + 45 min 06 s    |

### Classements annexes
| Classement par points | Classement par points | Classement par points | Classement par points | Classement par points |
| Coureur               | Coureur               | Pays                  | Équipe                | Points                |
| --------------------- | --------------------- | --------------------- | --------------------- | --------------------- |
| 1er                   | Fabrizio Guidi        | Italie                | Polti                 | 206 pts               |
| 2e                    | Laurent Jalabert      | France                | ONCE                  | 158 pts               |
| 3e                    | José María Jiménez    | Espagne               | Banesto               | 127 pts               |
| 4e                    | Marcel Wüst           | Allemagne             | Festina-Lotus         | 124 pts               |
| 5e                    | Markus Zberg          | Suisse                | Post Swiss Team       | 115 pts               |
| 6e                    | Roberto Heras         | Espagne               | Kelme-Costa Blanca    | 108 pts               |
| 7e                    | Fernando Escartín     | Espagne               | Kelme-Costa Blanca    | 102 pts               |
| 8e                    | Giancarlo Raimondi    | Italie                | Brescialat-Liquigas   | 102 pts               |
| 9e                    | Andrei Zintchenko     | Russie                | Vitalicio Seguros     | 101 pts               |
| 10e                   | Abraham Olano         | Espagne               | Banesto               | 96 pts                |

| Classement par points | Classement par points | Classement par points | Classement par points | Classement par points |
| Coureur               | Coureur               | Pays                  | Équipe                | Points                |
| --------------------- | --------------------- | --------------------- | --------------------- | --------------------- |
| 1er                   | Fabrizio Guidi        | Italie                | Polti                 | 206 pts               |
| 2e                    | Laurent Jalabert      | France                | ONCE                  | 158 pts               |
| 3e                    | José María Jiménez    | Espagne               | Banesto               | 127 pts               |
| 4e                    | Marcel Wüst           | Allemagne             | Festina-Lotus         | 124 pts               |
| 5e                    | Markus Zberg          | Suisse                | Post Swiss Team       | 115 pts               |
| 6e                    | Roberto Heras         | Espagne               | Kelme-Costa Blanca    | 108 pts               |
| 7e                    | Fernando Escartín     | Espagne               | Kelme-Costa Blanca    | 102 pts               |
| 8e                    | Giancarlo Raimondi    | Italie                | Brescialat-Liquigas   | 102 pts               |
| 9e                    | Andrei Zintchenko     | Russie                | Vitalicio Seguros     | 101 pts               |
| 10e                   | Abraham Olano         | Espagne               | Banesto               | 96 pts                |

| Classement de la montagne | Classement de la montagne | Classement de la montagne | Classement de la montagne       | Classement de la montagne |
| Coureur                   | Coureur                   | Pays                      | Équipe                          | Points                    |
| ------------------------- | ------------------------- | ------------------------- | ------------------------------- | ------------------------- |
| 1er                       | José María Jiménez        | Espagne                   | Banesto                         | 184 pts                   |
| 2e                        | Laurent Jalabert          | France                    | ONCE                            | 93 pts                    |
| 3e                        | Fernando Escartín         | Espagne                   | Kelme-Costa Blanca              | 92 pts                    |
| 4e                        | Roberto Heras             | Espagne                   | Kelme-Costa Blanca              | 75 pts                    |
| 5e                        | Alex Zülle                | Suisse                    | Festina-Lotus                   | 62 pts                    |
| 6e                        | Richard Virenque          | France                    | Festina-Lotus                   | 20 pts                    |
| 7e                        | José Luis Rubiera         | Espagne                   | Kelme-Costa Blanca              | 59 pts                    |
| 8e                        | Santiago Blanco           | Espagne                   | Vitalicio Seguros               | 56 pts                    |
| 9e                        | Oscar Camenzind           | Suisse                    | Mapei-Bricobi                   | 54 pts                    |
| 10e                       | Juan Carlos Vicario       | Espagne                   | Estepona en Marcha-Cafés Toscaf | 48 pts                    |

| Classement de la montagne | Classement de la montagne | Classement de la montagne | Classement de la montagne       | Classement de la montagne |
| Coureur                   | Coureur                   | Pays                      | Équipe                          | Points                    |
| ------------------------- | ------------------------- | ------------------------- | ------------------------------- | ------------------------- |
| 1er                       | José María Jiménez        | Espagne                   | Banesto                         | 184 pts                   |
| 2e                        | Laurent Jalabert          | France                    | ONCE                            | 93 pts                    |
| 3e                        | Fernando Escartín         | Espagne                   | Kelme-Costa Blanca              | 92 pts                    |
| 4e                        | Roberto Heras             | Espagne                   | Kelme-Costa Blanca              | 75 pts                    |
| 5e                        | Alex Zülle                | Suisse                    | Festina-Lotus                   | 62 pts                    |
| 6e                        | Richard Virenque          | France                    | Festina-Lotus                   | 20 pts                    |
| 7e                        | José Luis Rubiera         | Espagne                   | Kelme-Costa Blanca              | 59 pts                    |
| 8e                        | Santiago Blanco           | Espagne                   | Vitalicio Seguros               | 56 pts                    |
| 9e                        | Oscar Camenzind           | Suisse                    | Mapei-Bricobi                   | 54 pts                    |
| 10e                       | Juan Carlos Vicario       | Espagne                   | Estepona en Marcha-Cafés Toscaf | 48 pts                    |

| Classement par équipes | Classement par équipes | Classement par équipes | Classement par équipes |
| Équipe                 | Équipe                 | Pays                   | Temps                  |
| ---------------------- | ---------------------- | ---------------------- | ---------------------- |
| 1re                    | Banesto                | Espagne                | 281 h 14 min 43 s      |
| 2e                     | Kelme-Costa Blanca     | Espagne                | + 8 min 58 s           |
| 3e                     | Festina-Lotus          | France                 | + 28 min 59 s          |
| 4e                     | Vitalicio Seguros      | Espagne                | + 46 min 10 s          |
| 5e                     | Euskaltel-Euskadi      | Espagne                | + 1 h 04 min 17 s      |
| 6e                     | ONCE                   | Espagne                | + 1 h 06 min 36 s      |
| 7e                     | Avianca-Telecom        | Colombie               | + 1 h 41 min 49 s      |
| 8e                     | Casino                 | France                 | + 2 h 30 min 29 s      |
| 9e                     | Brescialat-Liquigas    | Italie                 | + 2 h 48 min 23 s      |
| 10e                    | Post Swiss Team        | Suisse                 | + 3 h 07 min 14 s      |

| Classement par équipes | Classement par équipes | Classement par équipes | Classement par équipes |
| Équipe                 | Équipe                 | Pays                   | Temps                  |
| ---------------------- | ---------------------- | ---------------------- | ---------------------- |
| 1re                    | Banesto                | Espagne                | 281 h 14 min 43 s      |
| 2e                     | Kelme-Costa Blanca     | Espagne                | + 8 min 58 s           |
| 3e                     | Festina-Lotus          | France                 | + 28 min 59 s          |
| 4e                     | Vitalicio Seguros      | Espagne                | + 46 min 10 s          |
| 5e                     | Euskaltel-Euskadi      | Espagne                | + 1 h 04 min 17 s      |
| 6e                     | ONCE                   | Espagne                | + 1 h 06 min 36 s      |
| 7e                     | Avianca-Telecom        | Colombie               | + 1 h 41 min 49 s      |
| 8e                     | Casino                 | France                 | + 2 h 30 min 29 s      |
| 9e                     | Brescialat-Liquigas    | Italie                 | + 2 h 48 min 23 s      |
| 10e                    | Post Swiss Team        | Suisse                 | + 3 h 07 min 14 s      |

| Classement des sprints | Classement des sprints | Classement des sprints | Classement des sprints | Classement des sprints |
| Coureur                | Coureur                | Pays                   | Équipe                 | Points                 |
| ---------------------- | ---------------------- | ---------------------- | ---------------------- | ---------------------- |
| 1er                    | Giancarlo Raimondi     | Italie                 | Brescialat-Liquigas    | 53 pts                 |
| 2e                     | Fabrizio Guidi         | Italie                 | Polti                  | 40 pts                 |
| 3e                     | José Luis Rubiera      | Espagne                | Kelme-Costa Blanca     | 29 pts                 |
| 4e                     | Laurent Jalabert       | France                 | ONCE                   | 27 pts                 |
| 5e                     | Mirko Gualdi           | Italie                 | Polti                  | 14 pts                 |
| 6e                     | Andrei Zintchenko      | Russie                 | Vitalicio Seguros      | 12 pts                 |
| 7e                     | Mariano Piccoli        | Italie                 | Brescialat-Liquigas    | 11 pts                 |
| 8e                     | Roberto Sgambelluri    | Italie                 | Brescialat-Liquigas    | 10 pts                 |
| 9e                     | Richard Virenque       | France                 | Festina-Lotus          | 9 pts                  |
| 10e                    | Fabrice Gougot         | France                 | Casino                 | 9 pts                  |

| Classement des sprints | Classement des sprints | Classement des sprints | Classement des sprints | Classement des sprints |
| Coureur                | Coureur                | Pays                   | Équipe                 | Points                 |
| ---------------------- | ---------------------- | ---------------------- | ---------------------- | ---------------------- |
| 1er                    | Giancarlo Raimondi     | Italie                 | Brescialat-Liquigas    | 53 pts                 |
| 2e                     | Fabrizio Guidi         | Italie                 | Polti                  | 40 pts                 |
| 3e                     | José Luis Rubiera      | Espagne                | Kelme-Costa Blanca     | 29 pts                 |
| 4e                     | Laurent Jalabert       | France                 | ONCE                   | 27 pts                 |
| 5e                     | Mirko Gualdi           | Italie                 | Polti                  | 14 pts                 |
| 6e                     | Andrei Zintchenko      | Russie                 | Vitalicio Seguros      | 12 pts                 |
| 7e                     | Mariano Piccoli        | Italie                 | Brescialat-Liquigas    | 11 pts                 |
| 8e                     | Roberto Sgambelluri    | Italie                 | Brescialat-Liquigas    | 10 pts                 |
| 9e                     | Richard Virenque       | France                 | Festina-Lotus          | 9 pts                  |
| 10e                    | Fabrice Gougot         | France                 | Casino                 | 9 pts                  |

### Évolution des classements
| Étape              | Vainqueur          | Classement général | Classement par point | Classement des sprints | Classement de la montagne | Classement par équipes |
| ------------------ | ------------------ | ------------------ | -------------------- | ---------------------- | ------------------------- | ---------------------- |
| 1                  | Markus Zberg       | Markus Zberg       | Markus Zberg         | Giancarlo Raimondi     | Francisco Cerezo          | Mapei-Bricobi          |
| 2                  | Jeroen Blijlevens  | Markus Zberg       | Markus Zberg         | Giancarlo Raimondi     | Francisco Cerezo          | Mapei-Bricobi          |
| 3                  | Jaan Kirsipuu      | Laurent Jalabert   | Jaan Kirsipuu        | Laurent Jalabert       | Francisco Cerezo          | Mapei-Bricobi          |
| 4                  | Fabrizio Guidi     | Fabrizio Guidi     | Giovanni Lombardi    | Laurent Jalabert       | Francisco Cerezo          | Mapei-Bricobi          |
| 5                  | Jeroen Blijlevens  | Fabrizio Guidi     | Jeroen Blijlevens    | Laurent Jalabert       | Francisco Cerezo          | Lotto–Mobistar         |
| 6                  | José María Jiménez | José María Jiménez | Jeroen Blijlevens    | Laurent Jalabert       | Francisco Cerezo          | Banesto                |
| 7                  | Giovanni Lombardi  | José María Jiménez | Jeroen Blijlevens    | Giancarlo Raimondi     | Francisco Cerezo          | Banesto                |
| 8                  | Fabrizio Guidi     | José María Jiménez | Jeroen Blijlevens    | Giancarlo Raimondi     | Francisco Cerezo          | Banesto                |
| 9                  | Abraham Olano      | Abraham Olano      | Jeroen Blijlevens    | Giancarlo Raimondi     | Laurent Jalabert          | ONCE                   |
| 10                 | José María Jiménez | Abraham Olano      | Jeroen Blijlevens    | Giancarlo Raimondi     | José María Jiménez        | Banesto                |
| 11                 | José María Jiménez | Abraham Olano      | Jeroen Blijlevens    | Giancarlo Raimondi     | José María Jiménez        | Banesto                |
| 12                 | Gianni Bugno       | Abraham Olano      | Jeroen Blijlevens    | Giancarlo Raimondi     | José María Jiménez        | Banesto                |
| 13                 | Andrei Zintchenko  | Abraham Olano      | Fabrizio Guidi       | Giancarlo Raimondi     | José María Jiménez        | Banesto                |
| 14                 | Marcel Wüst        | Abraham Olano      | Fabrizio Guidi       | Giancarlo Raimondi     | José María Jiménez        | Banesto                |
| 15                 | Andrei Zintchenko  | Abraham Olano      | Fabrizio Guidi       | Giancarlo Raimondi     | José María Jiménez        | Banesto                |
| 16                 | José María Jiménez | Abraham Olano      | Fabrizio Guidi       | Giancarlo Raimondi     | José María Jiménez        | Banesto                |
| 17                 | Marcel Wüst        | Abraham Olano      | Fabrizio Guidi       | Giancarlo Raimondi     | José María Jiménez        | Banesto                |
| 18                 | Fabrizio Guidi     | Abraham Olano      | Fabrizio Guidi       | Giancarlo Raimondi     | José María Jiménez        | Banesto                |
| 19                 | Roberto Heras      | Abraham Olano      | Fabrizio Guidi       | Giancarlo Raimondi     | José María Jiménez        | Banesto                |
| 20                 | Andrei Zintchenko  | José María Jiménez | Fabrizio Guidi       | Giancarlo Raimondi     | José María Jiménez        | Banesto                |
| 21                 | Alex Zülle         | Abraham Olano      | Fabrizio Guidi       | Giancarlo Raimondi     | José María Jiménez        | Banesto                |
| 22                 | Markus Zberg       | Abraham Olano      | Fabrizio Guidi       | Giancarlo Raimondi     | José María Jiménez        | Banesto                |
| Classements finals | Classements finals | Abraham Olano      | Fabrizio Guidi       | Giancarlo Raimondi     | Jose Maria Jimenez        | Banesto                |

## Liste des partants
| Festina-Lotus FES | Festina-Lotus FES        | Festina-Lotus FES |
| ----------------- | ------------------------ | ----------------- |
| Num               | Coureur                  | Pos               |
| 1                 | Alex Zülle (SUI)         | 8e                |
| 2                 | Laurent Brochard (FRA)   | 33e               |
| 3                 | Laurent Dufaux (SUI)     | AB-10             |
| 4                 | Félix García Casas (ESP) | 20e               |
| 5                 | Pascal Hervé (FRA)       | AB-20             |
| 6                 | Didier Rous (FRA)        | HD-11             |
| 7                 | José Ramón Uriarte (ESP) | 29e               |
| 8                 | Richard Virenque (FRA)   | 11e               |
| 9                 | Marcel Wüst (GER)        | 106e              |

| Avianca-Telecom ___ | Avianca-Telecom ___           | Avianca-Telecom ___ |
| ------------------- | ----------------------------- | ------------------- |
| Num                 | Coureur                       | Pos                 |
| 11                  | José Castelblanco (COL)       | 15e                 |
| 12                  | Julio César Aguirre (COL)     | 45e                 |
| 13                  | Jairo Hernández (COL)         | AB-14               |
| 14                  | Francisco León Mane (ESP)     | 98e                 |
| 15                  | Javier Pascual Llorente (ESP) | 38e                 |
| 16                  | Ricardo Mesa (COL)            | AB-14               |
| 17                  | Federico Muñoz (COL)          | 44e                 |
| 18                  | Carlos Osorio (COL)           | AB-2                |
| 19                  | Víctor Hugo Peña (COL)        | HD-11               |

| Banesto BAN | Banesto BAN                      | Banesto BAN |
| ----------- | -------------------------------- | ----------- |
| Num         | Coureur                          | Pos         |
| 21          | Abraham Olano (ESP)              | 1er         |
| 22          | Manuel Beltrán (ESP)             | 13e         |
| 23          | Armand de Las Cuevas (FRA)       | AB-16       |
| 24          | Manuel Fernández Ginés (ESP)     | 69e         |
| 25          | José Vicente García Acosta (ESP) | 48e         |
| 26          | Aitor Garmendia (ESP)            | HD-11       |
| 27          | José María Jiménez (ESP)         | 3e          |
| 28          | Jon Odriozola (ESP)              | 12e         |
| 29          | Aitor Osa (ESP)                  | 22e         |

| Brescialat-Liquigas ___ | Brescialat-Liquigas ___   | Brescialat-Liquigas ___ |
| ----------------------- | ------------------------- | ----------------------- |
| Num                     | Coureur                   | Pos                     |
| 31                      | Daniele Contrini (ITA)    | AB-20                   |
| 32                      | Cristiano Frattini (ITA)  | 68e                     |
| 33                      | Ruslan Ivanov (MDA)       | 99e                     |
| 34                      | Marco Milesi (ITA)        | AB-8                    |
| 35                      | Mariano Piccoli (ITA)     | 77e                     |
| 36                      | Giancarlo Raimondi (ITA)  | 96e                     |
| 37                      | Marco Serpellini (ITA)    | 9e                      |
| 38                      | Roberto Sgambelluri (ITA) | 37e                     |
| 39                      | Cristian Moreni (ITA)     | AB-7                    |

| Cantina Tollo-Alexia Alluminio CTA | Cantina Tollo-Alexia Alluminio CTA | Cantina Tollo-Alexia Alluminio CTA |
| ---------------------------------- | ---------------------------------- | ---------------------------------- |
| Num                                | Coureur                            | Pos                                |
| 41                                 | Serhiy Honchar (UKR)               | AB-19                              |
| 42                                 | Maurizio Frizzo (ITA)              | 78e                                |
| 43                                 | Massimiliano Gentili (ITA)         | NP-7                               |
| 44                                 | Massimo Giunti (ITA)               | AB-20                              |
| 45                                 | Martin Hvastija (SLO)              | AB-19                              |
| 46                                 | Martin Rittsel (SWE)               | AB-20                              |
| 47                                 | Gilberto Simoni (ITA)              | 19e                                |
| 48                                 | Massimo Strazzer (ITA)             | AB-4                               |
| 49                                 | Guido Trenti (ITA)                 | 105e                               |

| Casino ___ | Casino ___                 | Casino ___ |
| ---------- | -------------------------- | ---------- |
| Num        | Coureur                    | Pos        |
| 51         | Christophe Agnolutto (FRA) | 101e       |
| 52         | Lauri Aus (EST)            | HD-11      |
| 53         | Frédéric Bessy (FRA)       | 43e        |
| 54         | Vincent Cali (FRA)         | 51e        |
| 55         | Pascal Chanteur (FRA)      | 47e        |
| 56         | Fabrice Gougot (FRA)       | 18e        |
| 57         | Artūras Kasputis (LTU)     | AB-4       |
| 58         | Jaan Kirsipuu (EST)        | AB-7       |
| 59         | Rodolfo Massi (ITA)        | AB-10      |

| Cofidis-Le Crédit par Téléphone COF | Cofidis-Le Crédit par Téléphone COF | Cofidis-Le Crédit par Téléphone COF |
| ----------------------------------- | ----------------------------------- | ----------------------------------- |
| Num                                 | Coureur                             | Pos                                 |
| 61                                  | Alessandro Bertolini (ITA)          | 83e                                 |
| 62                                  | Christophe Capelle (FRA)            | AB-4                                |
| 63                                  | Maurizio Fondriest (ITA)            | AB-10                               |
| 64                                  | Philippe Gaumont (FRA)              | NP-6                                |
| 65                                  | Stéphane Goubert (FRA)              | AB-8                                |
| 66                                  | Grzegorz Gwiazdowski (POL)          | AB-11                               |
| 67                                  | David Plaza (ESP)                   | 17e                                 |
| 68                                  | Cyril Saugrain (FRA)                | AB-3                                |
| 69                                  | Bruno Thibout (FRA)                 | AB-7                                |

| Crédit Agricole C.A | Crédit Agricole C.A      | Crédit Agricole C.A |
| ------------------- | ------------------------ | ------------------- |
| Num                 | Coureur                  | Pos                 |
| 71                  | Chris Boardman (GBR)     | AB-8                |
| 72                  | Cyril Bos (FRA)          | AB-11               |
| 73                  | Frédéric Moncassin (FRA) | HD-7                |
| 74                  | Olivier Perraudeau (FRA) | NP-11               |
| 75                  | Stéphane Pétilleau (FRA) | HD-7                |
| 76                  | Arnaud Prétot (FRA)      | AB-4                |
| 77                  | Eddy Seigneur (FRA)      | AB-7                |
| 78                  | Cédric Vasseur (FRA)     | AB-16               |
| 79                  | Henk Vogels (AUS)        | HD-11               |

| Estepona en Marcha-Cafés Toscaf ___ | Estepona en Marcha-Cafés Toscaf ___ | Estepona en Marcha-Cafés Toscaf ___ |
| ----------------------------------- | ----------------------------------- | ----------------------------------- |
| Num                                 | Coureur                             | Pos                                 |
| 81                                  | Eleuterio Anguita (ESP)             | 50e                                 |
| 82                                  | Matías Cagigas (ESP)                | 93e                                 |
| 83                                  | Francisco Cerezo (ESP)              | DQ-13                               |
| 84                                  | Ivan Cerioli (ITA)                  | AB-10                               |
| 85                                  | Carmelo Miranda (ESP)               | AB-8                                |
| 86                                  | Victor Moratilla (ESP)              | AB-20                               |
| 87                                  | Germán Nieto (ESP)                  | 108e                                |
| 88                                  | Uwe Peschel (GER)                   | 91e                                 |
| 89                                  | Juan Carlos Vicario (ESP)           |                                     |

| Euskaltel-Euskadi EUS | Euskaltel-Euskadi EUS             | Euskaltel-Euskadi EUS |
| --------------------- | --------------------------------- | --------------------- |
| Num                   | Coureur                           | Pos                   |
| 91                    | Íñigo Chaurreau (ESP)             | 28e                   |
| 92                    | Unai Etxebarria (VEN)             | 42e                   |
| 93                    | Bingen Fernández (ESP)            | AB-11                 |
| 94                    | Ángel Castresana (ESP)            | 24e                   |
| 95                    | Ramón González Arrieta (ESP)      | AB-11                 |
| 96                    | Álvaro González de Galdeano (ESP) | 7e                    |
| 97                    | Igor González de Galdeano (ESP)   | AB-10                 |
| 98                    | Roberto Laiseka (ESP)             | NP-13                 |
| 99                    | Iñaki Aiarzaguena (ESP)           | 23e                   |

| Kelme-Costa Blanca KEL | Kelme-Costa Blanca KEL           | Kelme-Costa Blanca KEL |
| ---------------------- | -------------------------------- | ---------------------- |
| Num                    | Coureur                          | Pos                    |
| 101                    | Fernando Escartín (ESP)          | 2e                     |
| 102                    | Francisco Cabello (ESP)          | 80e                    |
| 103                    | Ángel Edo (ESP)                  | 76e                    |
| 104                    | Arsenio González (ESP)           | 31e                    |
| 105                    | José Jaime González (COL)        | AB-19                  |
| 106                    | Roberto Heras (ESP)              | 6e                     |
| 107                    | José Luis Rodríguez García (ESP) | 64e                    |
| 108                    | José Luis Rubiera (ESP)          | 26e                    |
| 109                    | Marcos Serrano (ESP)             | 10e                    |

| Lotto-Mobistar ___ | Lotto-Mobistar ___     | Lotto-Mobistar ___ |
| ------------------ | ---------------------- | ------------------ |
| Num                | Coureur                | Pos                |
| 111                | Mario Aerts (BEL)      | 41e                |
| 112                | Steve De Wolf (BEL)    | 65e                |
| 113                | Ludo Dierckxsens (BEL) | 34e                |
| 114                | Joona Laukka (FIN)     | 85e                |
| 115                | Laurent Madouas (FRA)  | HD-11              |
| 116                | Thierry Marichal (BEL) | 86e                |
| 117                | Chris Peers (BEL)      | 73e                |
| 118                | Andreï Tchmil (BEL)    | AB-20              |
| 119                | Andrei Teteriouk (KAZ) | AB-4               |

| Mapei-Bricobi MAP | Mapei-Bricobi MAP         | Mapei-Bricobi MAP |
| ----------------- | ------------------------- | ----------------- |
| Num               | Coureur                   | Pos               |
| 121               | Frank Vandenbroucke (BEL) | NP-2              |
| 122               | Davide Bramati (ITA)      | 102e              |
| 123               | Gianni Bugno (ITA)        | 84e               |
| 124               | Giuseppe Di Grande (ITA)  | AB-10             |
| 125               | Giuliano Figueras (ITA)   | 56e               |
| 126               | Paolo Lanfranchi (ITA)    | AB-3              |
| 127               | Nico Mattan (BEL)         | 67e               |
| 128               | Ján Svorada (CZE)         | AB-3              |
| 129               | Oscar Camenzind (SUI)     | 16e               |

| ONCE ONC | ONCE ONC                       | ONCE ONC |
| -------- | ------------------------------ | -------- |
| Num      | Coureur                        | Pos      |
| 131      | Laurent Jalabert (FRA)         | 5e       |
| 132      | Íñigo Cuesta (ESP)             | 52e      |
| 133      | Luis María Díaz De Otazu (ESP) | 75e      |
| 134      | Herminio Díaz Zabala (ESP)     | 72e      |
| 135      | David Etxebarria (ESP)         | 30e      |
| 136      | Alberto Leanizbarrutia (ESP)   | 55e      |
| 137      | Melchor Mauri (ESP)            | 35e      |
| 138      | José Roberto Sierra (ESP)      | 54e      |
| 139      | Mikel Zarrabeitia (ESP)        | 36e      |

| Polti PLT | Polti PLT              | Polti PLT |
| --------- | ---------------------- | --------- |
| Num       | Coureur                | Pos       |
| 141       | Giuseppe Guerini (ITA) | AB-4      |
| 142       | Daniel Atienza (ESP)   | AB-12     |
| 143       | Mirko Crepaldi (ITA)   | AB-3      |
| 144       | Mirko Gualdi (ITA)     | 21e       |
| 145       | Fabrizio Guidi (ITA)   | 63e       |
| 146       | Anthony Rokia (FRA)    | 104e      |
| 147       | Cristian Salvato (ITA) | 89e       |
| 148       | Gianluca Valoti (ITA)  | 46e       |
| 149       | Mauro Zinetti (ITA)    | AB-11     |

| Post Swiss Team POS | Post Swiss Team POS      | Post Swiss Team POS |
| ------------------- | ------------------------ | ------------------- |
| Num                 | Coureur                  | Pos                 |
| 151                 | Niki Aebersold (SUI)     | 27e                 |
| 152                 | Roger Beuchat (SUI)      | 100e                |
| 153                 | Pierre Bourquenoud (SUI) | 60e                 |
| 154                 | Richard Chassot (SUI)    | 87e                 |
| 155                 | Franz Hotz (SUI)         | 66e                 |
| 156                 | Rolf Huser (SUI)         | 58e                 |
| 157                 | Daniel Paradis (SUI)     | 88e                 |
| 158                 | Guido Wirz (SUI)         | HD-11               |
| 159                 | Markus Zberg (SUI)       | 57e                 |

| Rabobank RAB | Rabobank RAB           | Rabobank RAB |
| ------------ | ---------------------- | ------------ |
| Num          | Coureur                | Pos          |
| 161          | Michael Boogerd (NED)  | 49e          |
| 162          | Erik Dekker (NED)      | AB-7         |
| 163          | Marc Lotz (NED)        | 103e         |
| 164          | Robbie McEwen (AUS)    | AB-4         |
| 165          | Koos Moerenhout (NED)  | AB-20        |
| 166          | Rolf Sørensen (DEN)    | 59e          |
| 167          | Léon van Bon (NED)     | NP-14        |
| 168          | Max van Heeswijk (NED) | 94e          |
| 169          | Marc Wauters (BEL)     | 74e          |

| Saeco-Cannondale SAE | Saeco-Cannondale SAE     | Saeco-Cannondale SAE |
| -------------------- | ------------------------ | -------------------- |
| Num                  | Coureur                  | Pos                  |
| 171                  | Harald Morscher (AUT)    | 97e                  |
| 172                  | Philipp Buschor (SUI)    | 62e                  |
| 173                  | Salvatore Commesso (ITA) | 53e                  |
| 174                  | Dario Frigo (ITA)        | AB-11                |
| 175                  | Vitali Kokorine (RUS)    | 40e                  |
| 176                  | Pavel Padrnos (CZE)      | AB-10                |
| 177                  | Alexandre Moos (SUI)     | AB-16                |
| 178                  | Michael Rich (GER)       | 92e                  |
| 179                  | Paolo Savoldelli (ITA)   | AB-11                |

| Deutsche Telekom ___ | Deutsche Telekom ___    | Deutsche Telekom ___ |
| -------------------- | ----------------------- | -------------------- |
| Num                  | Coureur                 | Pos                  |
| 181                  | Andreas Klöden (GER)    | AB-10                |
| 182                  | Dirk Baldinger (GER)    | AB-7                 |
| 183                  | Michael Blaudzun (DEN)  | HD-11                |
| 184                  | Bert Dietz (GER)        | 79e                  |
| 185                  | Kai Hundertmarck (GER)  | 81e                  |
| 186                  | Giovanni Lombardi (ITA) | AB-11                |
| 187                  | Dirk Müller (GER)       | AB-10                |
| 188                  | Jan Schaffrath (GER)    | AB-20                |
| 189                  | Georg Totschnig (AUT)   | 71e                  |

| TVM-Farm Frites ___ | TVM-Farm Frites ___        | TVM-Farm Frites ___ |
| ------------------- | -------------------------- | ------------------- |
| Num                 | Coureur                    | Pos                 |
| 191                 | Jeroen Blijlevens (NED)    | NP-14               |
| 192                 | Steven de Jongh (NED)      | AB-10               |
| 193                 | Servais Knaven (NED)       | AB-11               |
| 194                 | Michel Lafis (SWE)         | 70e                 |
| 195                 | Claus Michael Møller (DEN) | 25e                 |
| 196                 | Sergueï Outschakov (UKR)   | AB-19               |
| 197                 | Tristan Hoffman (NED)      | 95e                 |
| 198                 | Peter Van Petegem (BEL)    | AB-20               |
| 199                 | Bart Voskamp (NED)         | AB-10               |

| US Postal Service USP | US Postal Service USP       | US Postal Service USP |
| --------------------- | --------------------------- | --------------------- |
| Num                   | Coureur                     | Pos                   |
| 201                   | Lance Armstrong (USA)       | 4e                    |
| 202                   | Viatcheslav Ekimov (RUS)    | NP-15                 |
| 203                   | Joan Llaneras (ESP)         | AB-10                 |
| 204                   | Peter Meinert-Nielsen (DEN) | 82e                   |
| 205                   | Jean-Cyril Robin (FRA)      | AB-16                 |
| 206                   | Sven Teutenberg (GER)       | AB-19                 |
| 207                   | Christian Vande Velde (USA) | 90e                   |
| 208                   | Jonathan Vaughters (USA)    | 107e                  |
| 209                   | Anton Villatoro (USA)       | AB-4                  |

| Vitalicio Seguros VIT | Vitalicio Seguros VIT       | Vitalicio Seguros VIT |
| --------------------- | --------------------------- | --------------------- |
| Num                   | Coureur                     | Pos                   |
| 211                   | Ángel Casero (ESP)          | HD-11                 |
| 212                   | Santiago Blanco (ESP)       | 32e                   |
| 213                   | Elio Aggiano (ITA)          | AB-13                 |
| 214                   | Daniel Clavero (ESP)        | NP-20                 |
| 215                   | Juan Carlos Domínguez (ESP) | NP-20                 |
| 216                   | David García Marquina (ESP) | AB-10                 |
| 217                   | Prudencio Indurain (ESP)    | NP-8                  |
| 218                   | Serguei Smetanine (RUS)     | 61e                   |
| 219                   | Andrei Zintchenko (RUS)     | 14e                   |

| Festina-Lotus FES | Festina-Lotus FES        | Festina-Lotus FES |
| ----------------- | ------------------------ | ----------------- |
| Num               | Coureur                  | Pos               |
| 1                 | Alex Zülle (SUI)         | 8e                |
| 2                 | Laurent Brochard (FRA)   | 33e               |
| 3                 | Laurent Dufaux (SUI)     | AB-10             |
| 4                 | Félix García Casas (ESP) | 20e               |
| 5                 | Pascal Hervé (FRA)       | AB-20             |
| 6                 | Didier Rous (FRA)        | HD-11             |
| 7                 | José Ramón Uriarte (ESP) | 29e               |
| 8                 | Richard Virenque (FRA)   | 11e               |
| 9                 | Marcel Wüst (GER)        | 106e              |

| Avianca-Telecom ___ | Avianca-Telecom ___           | Avianca-Telecom ___ |
| ------------------- | ----------------------------- | ------------------- |
| Num                 | Coureur                       | Pos                 |
| 11                  | José Castelblanco (COL)       | 15e                 |
| 12                  | Julio César Aguirre (COL)     | 45e                 |
| 13                  | Jairo Hernández (COL)         | AB-14               |
| 14                  | Francisco León Mane (ESP)     | 98e                 |
| 15                  | Javier Pascual Llorente (ESP) | 38e                 |
| 16                  | Ricardo Mesa (COL)            | AB-14               |
| 17                  | Federico Muñoz (COL)          | 44e                 |
| 18                  | Carlos Osorio (COL)           | AB-2                |
| 19                  | Víctor Hugo Peña (COL)        | HD-11               |

| Banesto BAN | Banesto BAN                      | Banesto BAN |
| ----------- | -------------------------------- | ----------- |
| Num         | Coureur                          | Pos         |
| 21          | Abraham Olano (ESP)              | 1er         |
| 22          | Manuel Beltrán (ESP)             | 13e         |
| 23          | Armand de Las Cuevas (FRA)       | AB-16       |
| 24          | Manuel Fernández Ginés (ESP)     | 69e         |
| 25          | José Vicente García Acosta (ESP) | 48e         |
| 26          | Aitor Garmendia (ESP)            | HD-11       |
| 27          | José María Jiménez (ESP)         | 3e          |
| 28          | Jon Odriozola (ESP)              | 12e         |
| 29          | Aitor Osa (ESP)                  | 22e         |

| Brescialat-Liquigas ___ | Brescialat-Liquigas ___   | Brescialat-Liquigas ___ |
| ----------------------- | ------------------------- | ----------------------- |
| Num                     | Coureur                   | Pos                     |
| 31                      | Daniele Contrini (ITA)    | AB-20                   |
| 32                      | Cristiano Frattini (ITA)  | 68e                     |
| 33                      | Ruslan Ivanov (MDA)       | 99e                     |
| 34                      | Marco Milesi (ITA)        | AB-8                    |
| 35                      | Mariano Piccoli (ITA)     | 77e                     |
| 36                      | Giancarlo Raimondi (ITA)  | 96e                     |
| 37                      | Marco Serpellini (ITA)    | 9e                      |
| 38                      | Roberto Sgambelluri (ITA) | 37e                     |
| 39                      | Cristian Moreni (ITA)     | AB-7                    |

| Cantina Tollo-Alexia Alluminio CTA | Cantina Tollo-Alexia Alluminio CTA | Cantina Tollo-Alexia Alluminio CTA |
| ---------------------------------- | ---------------------------------- | ---------------------------------- |
| Num                                | Coureur                            | Pos                                |
| 41                                 | Serhiy Honchar (UKR)               | AB-19                              |
| 42                                 | Maurizio Frizzo (ITA)              | 78e                                |
| 43                                 | Massimiliano Gentili (ITA)         | NP-7                               |
| 44                                 | Massimo Giunti (ITA)               | AB-20                              |
| 45                                 | Martin Hvastija (SLO)              | AB-19                              |
| 46                                 | Martin Rittsel (SWE)               | AB-20                              |
| 47                                 | Gilberto Simoni (ITA)              | 19e                                |
| 48                                 | Massimo Strazzer (ITA)             | AB-4                               |
| 49                                 | Guido Trenti (ITA)                 | 105e                               |

| Casino ___ | Casino ___                 | Casino ___ |
| ---------- | -------------------------- | ---------- |
| Num        | Coureur                    | Pos        |
| 51         | Christophe Agnolutto (FRA) | 101e       |
| 52         | Lauri Aus (EST)            | HD-11      |
| 53         | Frédéric Bessy (FRA)       | 43e        |
| 54         | Vincent Cali (FRA)         | 51e        |
| 55         | Pascal Chanteur (FRA)      | 47e        |
| 56         | Fabrice Gougot (FRA)       | 18e        |
| 57         | Artūras Kasputis (LTU)     | AB-4       |
| 58         | Jaan Kirsipuu (EST)        | AB-7       |
| 59         | Rodolfo Massi (ITA)        | AB-10      |

| Cofidis-Le Crédit par Téléphone COF | Cofidis-Le Crédit par Téléphone COF | Cofidis-Le Crédit par Téléphone COF |
| ----------------------------------- | ----------------------------------- | ----------------------------------- |
| Num                                 | Coureur                             | Pos                                 |
| 61                                  | Alessandro Bertolini (ITA)          | 83e                                 |
| 62                                  | Christophe Capelle (FRA)            | AB-4                                |
| 63                                  | Maurizio Fondriest (ITA)            | AB-10                               |
| 64                                  | Philippe Gaumont (FRA)              | NP-6                                |
| 65                                  | Stéphane Goubert (FRA)              | AB-8                                |
| 66                                  | Grzegorz Gwiazdowski (POL)          | AB-11                               |
| 67                                  | David Plaza (ESP)                   | 17e                                 |
| 68                                  | Cyril Saugrain (FRA)                | AB-3                                |
| 69                                  | Bruno Thibout (FRA)                 | AB-7                                |

| Crédit Agricole C.A | Crédit Agricole C.A      | Crédit Agricole C.A |
| ------------------- | ------------------------ | ------------------- |
| Num                 | Coureur                  | Pos                 |
| 71                  | Chris Boardman (GBR)     | AB-8                |
| 72                  | Cyril Bos (FRA)          | AB-11               |
| 73                  | Frédéric Moncassin (FRA) | HD-7                |
| 74                  | Olivier Perraudeau (FRA) | NP-11               |
| 75                  | Stéphane Pétilleau (FRA) | HD-7                |
| 76                  | Arnaud Prétot (FRA)      | AB-4                |
| 77                  | Eddy Seigneur (FRA)      | AB-7                |
| 78                  | Cédric Vasseur (FRA)     | AB-16               |
| 79                  | Henk Vogels (AUS)        | HD-11               |

| Estepona en Marcha-Cafés Toscaf ___ | Estepona en Marcha-Cafés Toscaf ___ | Estepona en Marcha-Cafés Toscaf ___ |
| ----------------------------------- | ----------------------------------- | ----------------------------------- |
| Num                                 | Coureur                             | Pos                                 |
| 81                                  | Eleuterio Anguita (ESP)             | 50e                                 |
| 82                                  | Matías Cagigas (ESP)                | 93e                                 |
| 83                                  | Francisco Cerezo (ESP)              | DQ-13                               |
| 84                                  | Ivan Cerioli (ITA)                  | AB-10                               |
| 85                                  | Carmelo Miranda (ESP)               | AB-8                                |
| 86                                  | Victor Moratilla (ESP)              | AB-20                               |
| 87                                  | Germán Nieto (ESP)                  | 108e                                |
| 88                                  | Uwe Peschel (GER)                   | 91e                                 |
| 89                                  | Juan Carlos Vicario (ESP)           |                                     |

| Euskaltel-Euskadi EUS | Euskaltel-Euskadi EUS             | Euskaltel-Euskadi EUS |
| --------------------- | --------------------------------- | --------------------- |
| Num                   | Coureur                           | Pos                   |
| 91                    | Íñigo Chaurreau (ESP)             | 28e                   |
| 92                    | Unai Etxebarria (VEN)             | 42e                   |
| 93                    | Bingen Fernández (ESP)            | AB-11                 |
| 94                    | Ángel Castresana (ESP)            | 24e                   |
| 95                    | Ramón González Arrieta (ESP)      | AB-11                 |
| 96                    | Álvaro González de Galdeano (ESP) | 7e                    |
| 97                    | Igor González de Galdeano (ESP)   | AB-10                 |
| 98                    | Roberto Laiseka (ESP)             | NP-13                 |
| 99                    | Iñaki Aiarzaguena (ESP)           | 23e                   |

| Kelme-Costa Blanca KEL | Kelme-Costa Blanca KEL           | Kelme-Costa Blanca KEL |
| ---------------------- | -------------------------------- | ---------------------- |
| Num                    | Coureur                          | Pos                    |
| 101                    | Fernando Escartín (ESP)          | 2e                     |
| 102                    | Francisco Cabello (ESP)          | 80e                    |
| 103                    | Ángel Edo (ESP)                  | 76e                    |
| 104                    | Arsenio González (ESP)           | 31e                    |
| 105                    | José Jaime González (COL)        | AB-19                  |
| 106                    | Roberto Heras (ESP)              | 6e                     |
| 107                    | José Luis Rodríguez García (ESP) | 64e                    |
| 108                    | José Luis Rubiera (ESP)          | 26e                    |
| 109                    | Marcos Serrano (ESP)             | 10e                    |

| Lotto-Mobistar ___ | Lotto-Mobistar ___     | Lotto-Mobistar ___ |
| ------------------ | ---------------------- | ------------------ |
| Num                | Coureur                | Pos                |
| 111                | Mario Aerts (BEL)      | 41e                |
| 112                | Steve De Wolf (BEL)    | 65e                |
| 113                | Ludo Dierckxsens (BEL) | 34e                |
| 114                | Joona Laukka (FIN)     | 85e                |
| 115                | Laurent Madouas (FRA)  | HD-11              |
| 116                | Thierry Marichal (BEL) | 86e                |
| 117                | Chris Peers (BEL)      | 73e                |
| 118                | Andreï Tchmil (BEL)    | AB-20              |
| 119                | Andrei Teteriouk (KAZ) | AB-4               |

| Mapei-Bricobi MAP | Mapei-Bricobi MAP         | Mapei-Bricobi MAP |
| ----------------- | ------------------------- | ----------------- |
| Num               | Coureur                   | Pos               |
| 121               | Frank Vandenbroucke (BEL) | NP-2              |
| 122               | Davide Bramati (ITA)      | 102e              |
| 123               | Gianni Bugno (ITA)        | 84e               |
| 124               | Giuseppe Di Grande (ITA)  | AB-10             |
| 125               | Giuliano Figueras (ITA)   | 56e               |
| 126               | Paolo Lanfranchi (ITA)    | AB-3              |
| 127               | Nico Mattan (BEL)         | 67e               |
| 128               | Ján Svorada (CZE)         | AB-3              |
| 129               | Oscar Camenzind (SUI)     | 16e               |

| ONCE ONC | ONCE ONC                       | ONCE ONC |
| -------- | ------------------------------ | -------- |
| Num      | Coureur                        | Pos      |
| 131      | Laurent Jalabert (FRA)         | 5e       |
| 132      | Íñigo Cuesta (ESP)             | 52e      |
| 133      | Luis María Díaz De Otazu (ESP) | 75e      |
| 134      | Herminio Díaz Zabala (ESP)     | 72e      |
| 135      | David Etxebarria (ESP)         | 30e      |
| 136      | Alberto Leanizbarrutia (ESP)   | 55e      |
| 137      | Melchor Mauri (ESP)            | 35e      |
| 138      | José Roberto Sierra (ESP)      | 54e      |
| 139      | Mikel Zarrabeitia (ESP)        | 36e      |

| Polti PLT | Polti PLT              | Polti PLT |
| --------- | ---------------------- | --------- |
| Num       | Coureur                | Pos       |
| 141       | Giuseppe Guerini (ITA) | AB-4      |
| 142       | Daniel Atienza (ESP)   | AB-12     |
| 143       | Mirko Crepaldi (ITA)   | AB-3      |
| 144       | Mirko Gualdi (ITA)     | 21e       |
| 145       | Fabrizio Guidi (ITA)   | 63e       |
| 146       | Anthony Rokia (FRA)    | 104e      |
| 147       | Cristian Salvato (ITA) | 89e       |
| 148       | Gianluca Valoti (ITA)  | 46e       |
| 149       | Mauro Zinetti (ITA)    | AB-11     |

| Post Swiss Team POS | Post Swiss Team POS      | Post Swiss Team POS |
| ------------------- | ------------------------ | ------------------- |
| Num                 | Coureur                  | Pos                 |
| 151                 | Niki Aebersold (SUI)     | 27e                 |
| 152                 | Roger Beuchat (SUI)      | 100e                |
| 153                 | Pierre Bourquenoud (SUI) | 60e                 |
| 154                 | Richard Chassot (SUI)    | 87e                 |
| 155                 | Franz Hotz (SUI)         | 66e                 |
| 156                 | Rolf Huser (SUI)         | 58e                 |
| 157                 | Daniel Paradis (SUI)     | 88e                 |
| 158                 | Guido Wirz (SUI)         | HD-11               |
| 159                 | Markus Zberg (SUI)       | 57e                 |

| Rabobank RAB | Rabobank RAB           | Rabobank RAB |
| ------------ | ---------------------- | ------------ |
| Num          | Coureur                | Pos          |
| 161          | Michael Boogerd (NED)  | 49e          |
| 162          | Erik Dekker (NED)      | AB-7         |
| 163          | Marc Lotz (NED)        | 103e         |
| 164          | Robbie McEwen (AUS)    | AB-4         |
| 165          | Koos Moerenhout (NED)  | AB-20        |
| 166          | Rolf Sørensen (DEN)    | 59e          |
| 167          | Léon van Bon (NED)     | NP-14        |
| 168          | Max van Heeswijk (NED) | 94e          |
| 169          | Marc Wauters (BEL)     | 74e          |

| Saeco-Cannondale SAE | Saeco-Cannondale SAE     | Saeco-Cannondale SAE |
| -------------------- | ------------------------ | -------------------- |
| Num                  | Coureur                  | Pos                  |
| 171                  | Harald Morscher (AUT)    | 97e                  |
| 172                  | Philipp Buschor (SUI)    | 62e                  |
| 173                  | Salvatore Commesso (ITA) | 53e                  |
| 174                  | Dario Frigo (ITA)        | AB-11                |
| 175                  | Vitali Kokorine (RUS)    | 40e                  |
| 176                  | Pavel Padrnos (CZE)      | AB-10                |
| 177                  | Alexandre Moos (SUI)     | AB-16                |
| 178                  | Michael Rich (GER)       | 92e                  |
| 179                  | Paolo Savoldelli (ITA)   | AB-11                |

| Deutsche Telekom ___ | Deutsche Telekom ___    | Deutsche Telekom ___ |
| -------------------- | ----------------------- | -------------------- |
| Num                  | Coureur                 | Pos                  |
| 181                  | Andreas Klöden (GER)    | AB-10                |
| 182                  | Dirk Baldinger (GER)    | AB-7                 |
| 183                  | Michael Blaudzun (DEN)  | HD-11                |
| 184                  | Bert Dietz (GER)        | 79e                  |
| 185                  | Kai Hundertmarck (GER)  | 81e                  |
| 186                  | Giovanni Lombardi (ITA) | AB-11                |
| 187                  | Dirk Müller (GER)       | AB-10                |
| 188                  | Jan Schaffrath (GER)    | AB-20                |
| 189                  | Georg Totschnig (AUT)   | 71e                  |

| TVM-Farm Frites ___ | TVM-Farm Frites ___        | TVM-Farm Frites ___ |
| ------------------- | -------------------------- | ------------------- |
| Num                 | Coureur                    | Pos                 |
| 191                 | Jeroen Blijlevens (NED)    | NP-14               |
| 192                 | Steven de Jongh (NED)      | AB-10               |
| 193                 | Servais Knaven (NED)       | AB-11               |
| 194                 | Michel Lafis (SWE)         | 70e                 |
| 195                 | Claus Michael Møller (DEN) | 25e                 |
| 196                 | Sergueï Outschakov (UKR)   | AB-19               |
| 197                 | Tristan Hoffman (NED)      | 95e                 |
| 198                 | Peter Van Petegem (BEL)    | AB-20               |
| 199                 | Bart Voskamp (NED)         | AB-10               |

| US Postal Service USP | US Postal Service USP       | US Postal Service USP |
| --------------------- | --------------------------- | --------------------- |
| Num                   | Coureur                     | Pos                   |
| 201                   | Lance Armstrong (USA)       | 4e                    |
| 202                   | Viatcheslav Ekimov (RUS)    | NP-15                 |
| 203                   | Joan Llaneras (ESP)         | AB-10                 |
| 204                   | Peter Meinert-Nielsen (DEN) | 82e                   |
| 205                   | Jean-Cyril Robin (FRA)      | AB-16                 |
| 206                   | Sven Teutenberg (GER)       | AB-19                 |
| 207                   | Christian Vande Velde (USA) | 90e                   |
| 208                   | Jonathan Vaughters (USA)    | 107e                  |
| 209                   | Anton Villatoro (USA)       | AB-4                  |

| Vitalicio Seguros VIT | Vitalicio Seguros VIT       | Vitalicio Seguros VIT |
| --------------------- | --------------------------- | --------------------- |
| Num                   | Coureur                     | Pos                   |
| 211                   | Ángel Casero (ESP)          | HD-11                 |
| 212                   | Santiago Blanco (ESP)       | 32e                   |
| 213                   | Elio Aggiano (ITA)          | AB-13                 |
| 214                   | Daniel Clavero (ESP)        | NP-20                 |
| 215                   | Juan Carlos Domínguez (ESP) | NP-20                 |
| 216                   | David García Marquina (ESP) | AB-10                 |
| 217                   | Prudencio Indurain (ESP)    | NP-8                  |
| 218                   | Serguei Smetanine (RUS)     | 61e                   |
| 219                   | Andrei Zintchenko (RUS)     | 14e                   |